# 안향 초상
안향 초상(安珦 肖像)은 대한민국 경상북도 영주시 순흥면 내죽리, 소수박물관에 있는 고려 중기 문신인 회헌 안향(1243∼1306) 선생의 초상화이다. 1962년 12월 20일 대한민국의 국보 제111호로 지정되었다.

## 개요
고려 중기 문신인 회헌 안향(1243∼1306) 선생의 초상화로 가로 29cm, 세로 37cm의 반신상이다. 안향은 고려 원종 1년(1260) 문과에 급제하여 여러 벼슬을 하였으며, 여러 차례에 걸쳐 원나라에 다녀오면서 주자학을 우리나라에 보급한 인물로 우리나라 최초의 주자학자라고 할 수 있다.
그림의 화면은 상하로 2등분되어 위에는 글이 쓰여 있고 아래에는 선생의 인물상이 그려져 있다. 머리에 평정건(平頂巾)을 쓰고 왼쪽을 바라보며 붉은 선으로 얼굴의 윤곽을 나타내었다. 옷주름은 선을 이용하여 명암없이 간략하게 처리하였다. 시선의 방향과 어깨선에서 선생의 강직한 인상이 보인다.
소수서원에 있는 이 초상화는 선생이 세상을 떠난지 12년 후인 고려 충숙왕 5년(1318) 공자의 사당에 그의 초상화를 함께 모실 때, 1본을 더 옮겨 그려 향교에 모셨다가 조선 중기 백운동서원(후에 소수서원이 됨)을 건립하면서 이곳에 옮겨놓은 것이다. 선생의 초상화는 현재 전해지는 초상화 가운데 가장 오래된 초상화로, 고려시대 초상화 화풍을 알 수 있어 회화사 연구에 중요한 비중을 차지하는 귀중한 작품이다.

## 같이 보기
- 안향
- 곡성 도동묘 안향 영정 - 전라남도 문화재자료 제244호

## 참고 자료
- 안향 초상 - 국가유산청 국가유산포털